# Slaget ved Froonen
Slaget ved Froonen (frisisk: De Slach by Froonen) fandt sted den 27. marts 1297 mellem en hær ledet af greve Johan og en vestfrisisk hær. Kampen blev vundet af greven. Kampen var den seneste i rækken af kampe mellem beboerne i den nordlige del af Holland og den officielle myndighed i Greve, som befolkningen var underlagt.

## Baggrund
Både Johan, dennes farfader Vilhelm II og dennes fader Floris, forsøgte at underkue vestfriserne med vekslende held. Som følge af meget vanskelig tilgængelighed i området besluttede Floris at bygge en vej fra Alkmaar til Oudorp og derfra videre i Vestfriesland. Han opførte ligeledes en række tvangsborge. Under anlæggelsen af vejen blev vejbyggerne angrebet, og det blev besluttet at svare igen med en afstraffelsesekspedition. 
Betydningen var midlertidig. Nok blev vestfriserne i en længere periode underkuede efter slaget ved Skellinkhout i 1282, men situationen var ikke permanent, og i den turbulente periode efter Floris død i 1296 gjorde befolkningen i Vestfriesland atter oprør. Slaget ved Froonen var et af disse sammenstød.